# Sussaba sulfurea
Sussaba sulfurea är en stekelart som beskrevs av Dasch 1964. Sussaba sulfurea ingår i släktet Sussaba och familjen brokparasitsteklar. Inga underarter finns listade i Catalogue of Life.